# Capitale italiana del libro
La capitale italiana del libro è una città designata ogni anno dal Consiglio dei Ministri che, per il periodo di un anno, ha la possibilità di organizzare eventi e manifestazioni finalizzati alla promozione della lettura.

## Storia
Con la legge 13 febbraio 2020, n. 15 ogni anno il Consiglio dei Ministri assegna il titolo di capitale del libro ad una città italiana scelta tra quelle candidate tramite apposito bando.

## Lista delle capitali italiane del libro
- 2020  Chiari[1]
- 2021  Vibo Valentia[2]
- 2022  Ivrea[3]
- 2023  Genova[4]
- 2024  Taurianova[5]
- 2025  Subiaco[6] [7]

## Statistiche
| Regione   | Numero città | Città                     |
| --------- | ------------ | ------------------------- |
| Calabria  | 2            | Vibo Valentia, Taurianova |
| Lazio     | 1            | Subiaco                   |
| Liguria   | 1            | Genova                    |
| Lombardia | 1            | Chiari                    |
| Piemonte  | 1            | Ivrea                     |

## Galleria d'immagini

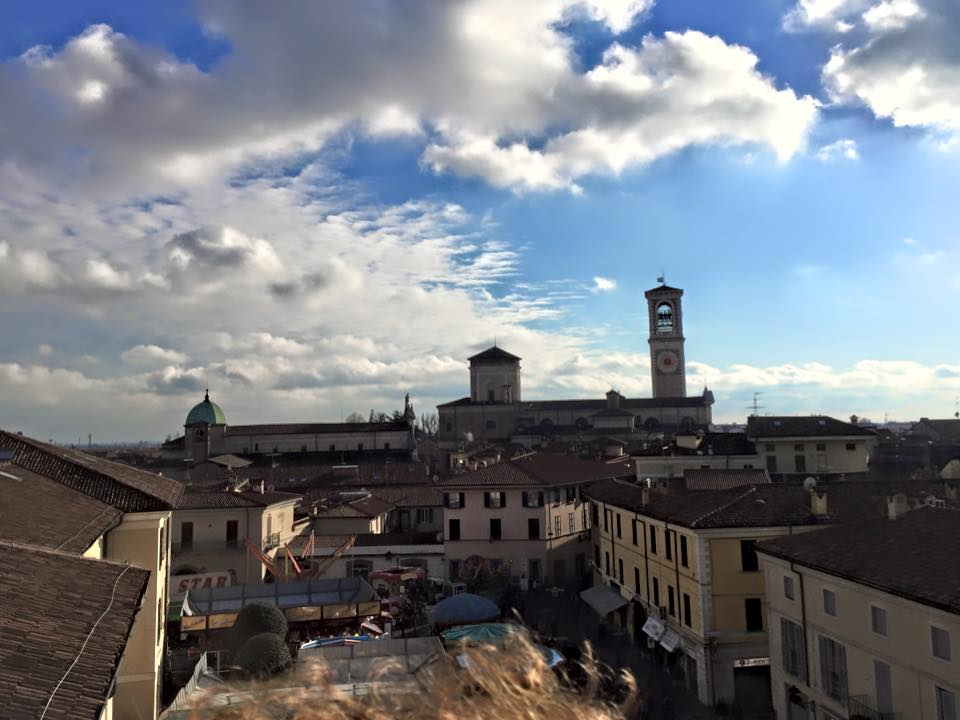
Chiari (2020)
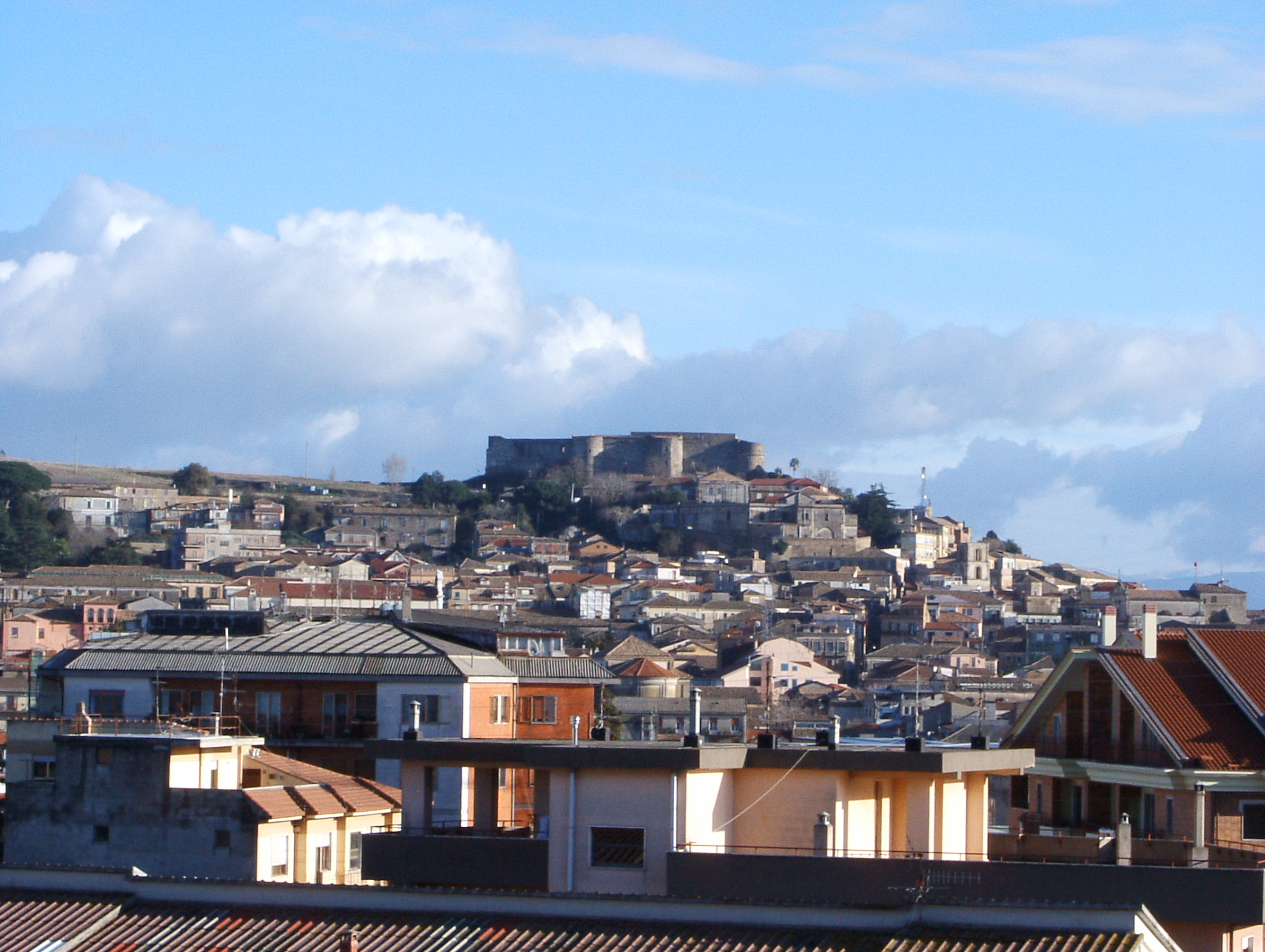
Vibo Valentia (2021)
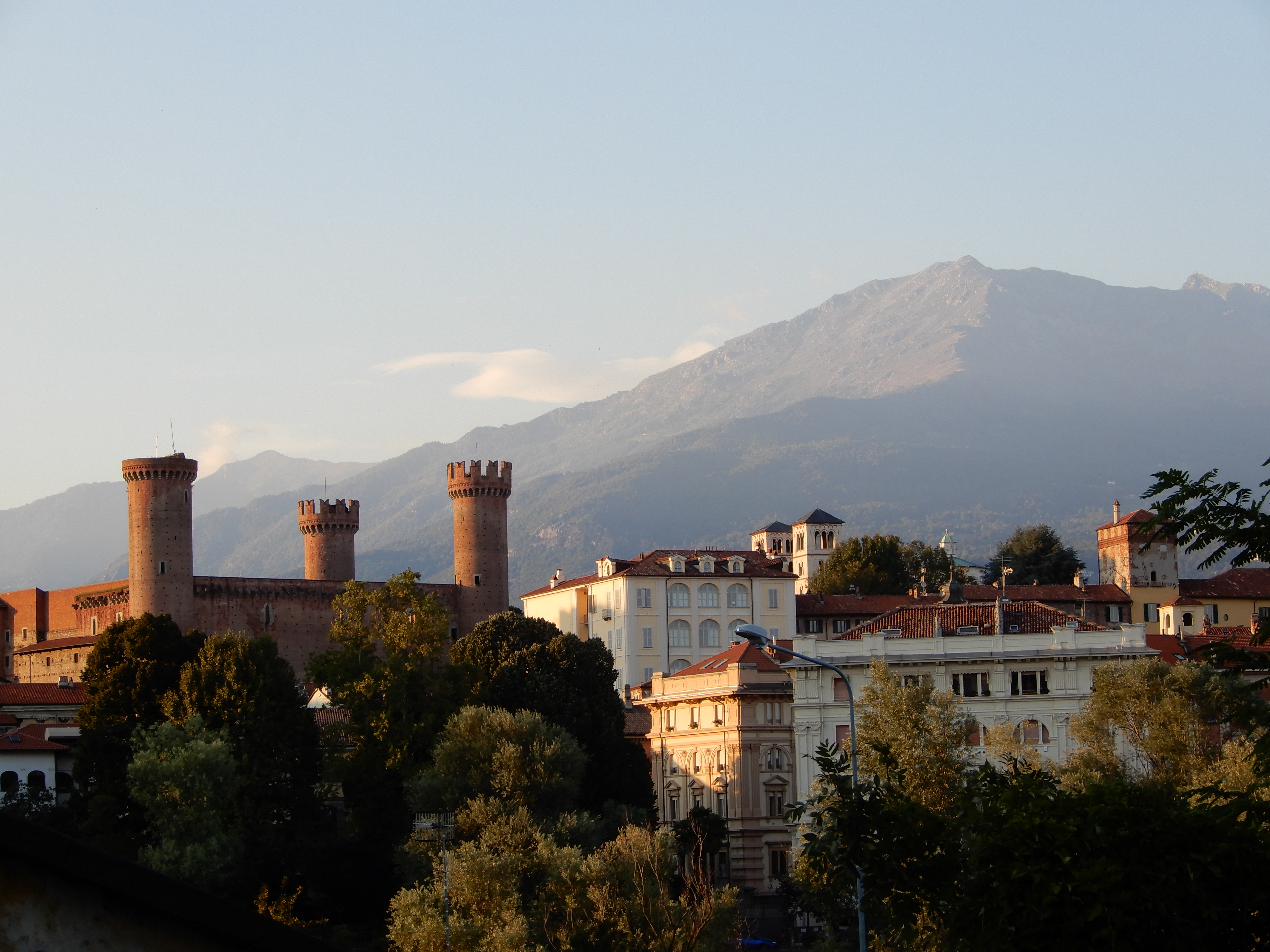
Ivrea (2022)
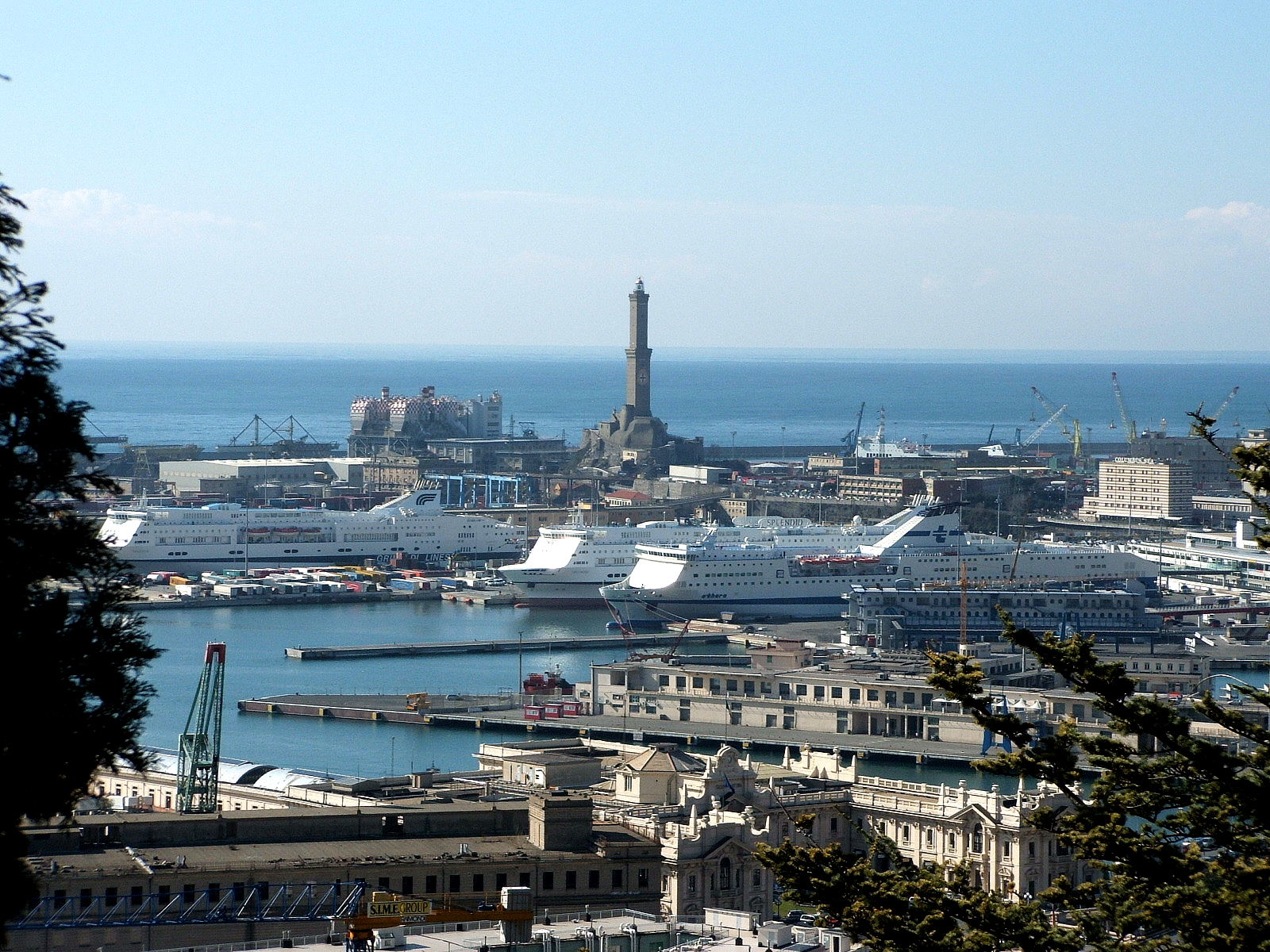
Genova (2023)
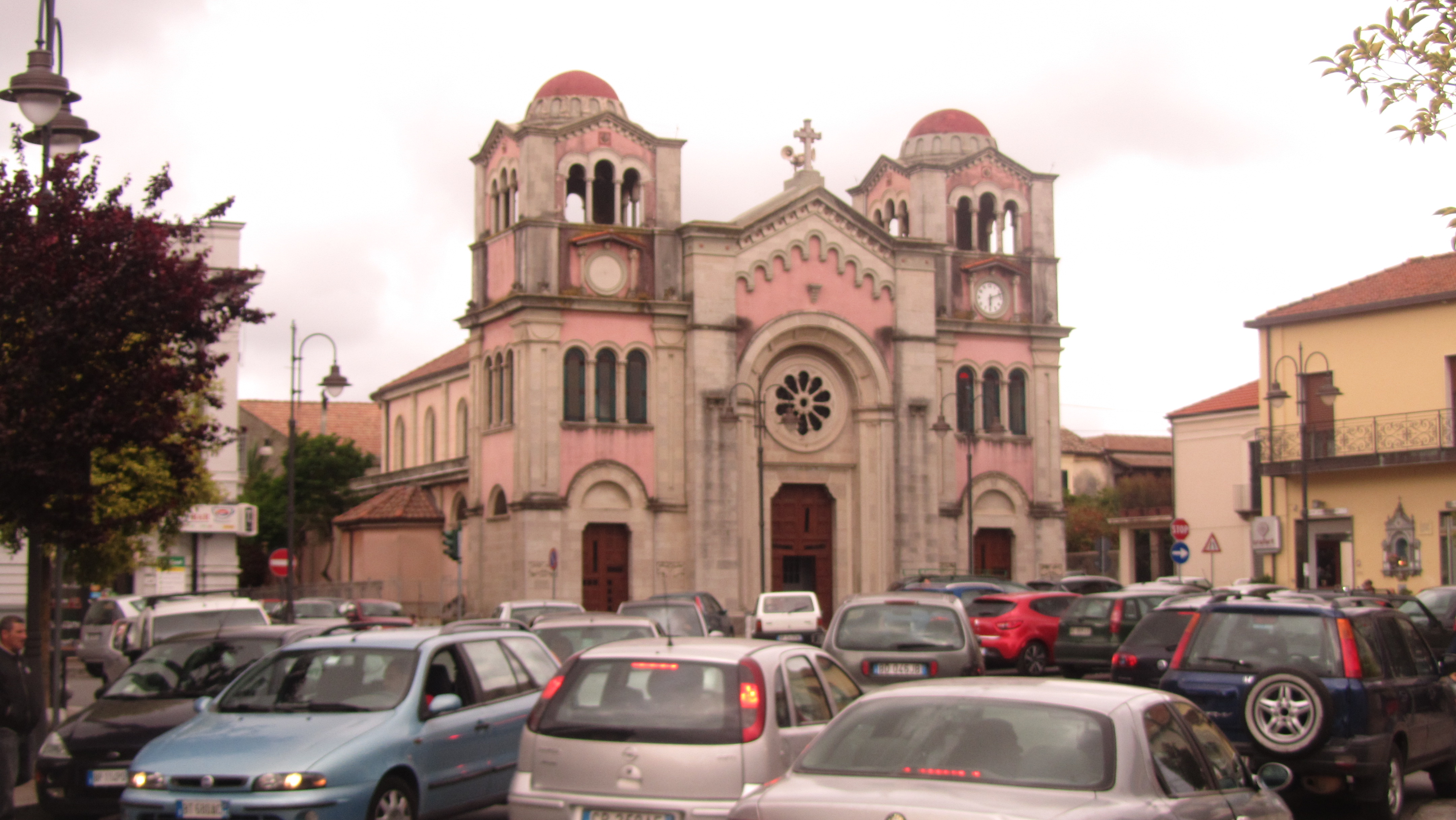
Taurianova (2024)
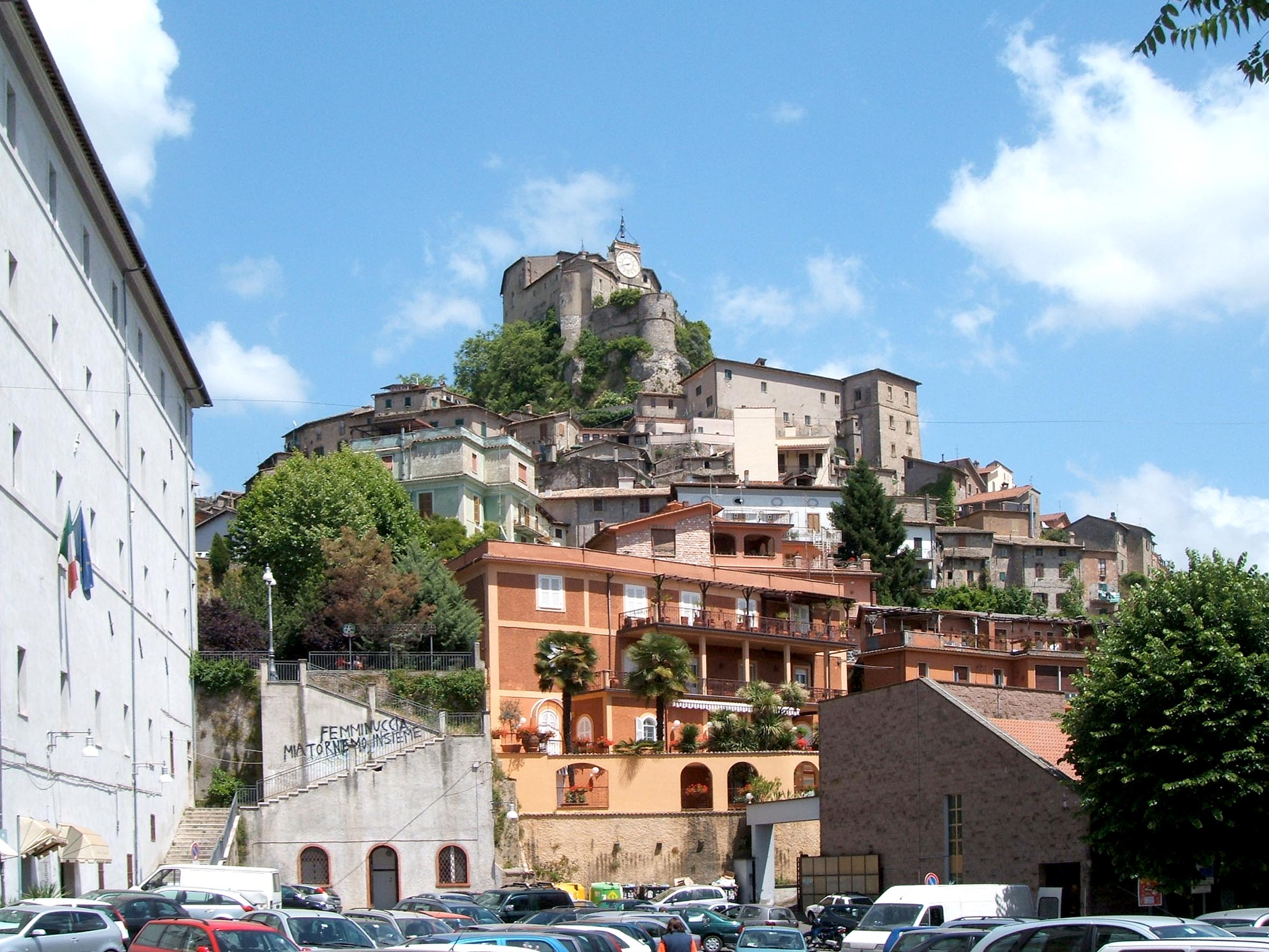
Subiaco (2025)